# Guido Westerwelle
Guido Westerwelle (Bad Honnef, 27 dicembre 1961 – Colonia, 18 marzo 2016) è stato un politico tedesco già a capo del partito del Partito Liberale Democratico (FDP). Dal 2009 al 2013 ha ricoperto la carica di ministro degli affari esteri della Germania nel governo Merkel II; fino al maggio 2011 ha rivestito anche l'incarico di vice-cancelliere.
Ha cessato di essere capo del FDP il 13 maggio 2011 dopo polemiche nel partito seguite al crollo dei consensi nelle elezioni amministrative in vari Länder.

## Biografia
Guido Westerwelle nacque a Bad Honnef, nei pressi di Bonn, in Germania; dopo essersi diplomato al ginnasio nel 1980 studiò legge all'Università di Bonn tra il 1980 ed il 1987. Dopo aver affrontato, nel 1987 e 1991, il primo ed il secondo esame statale di avvocatura, iniziò la pratica legale a Bonn nel 1991. Nel 1994 ottenne il dottorato in giurisprudenza presso l'Università di Hagen.

## Carriera politica

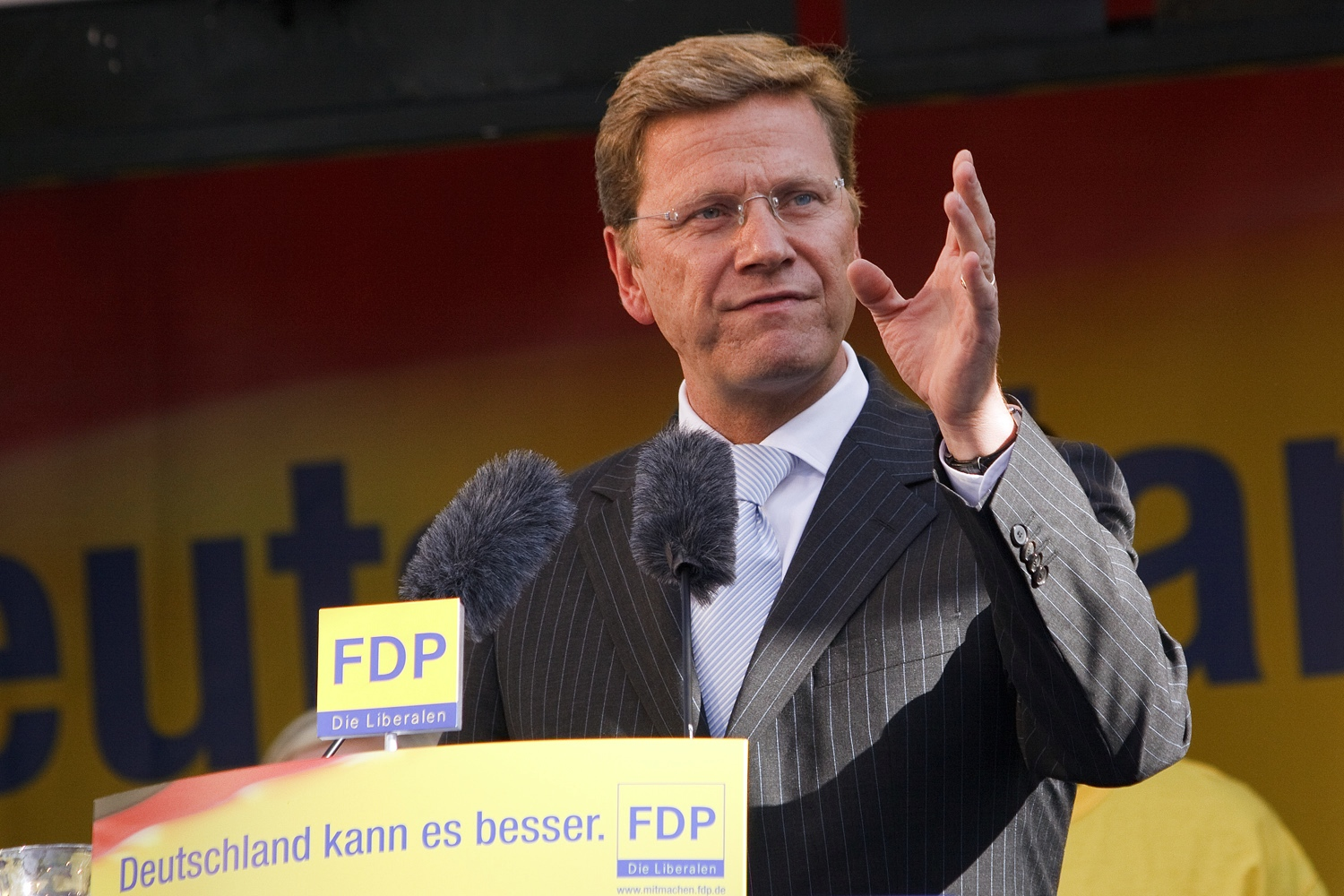
Guido Westerwelle nel 2009

Westerwelle entrò nel Freie Demokratische Partei nel 1980; fu membro fondatore dell'organizzazione giovanile dell'FDP, il Junge Liberale, della quale fu anche presidente tra il 1983 ed il 1988. È stato membro del comitato esecutivo dell'FDP dal 1988 ed è diventato segretario generale nel 1994. Nel 1996 venne eletto al Bundestag (il parlamento tedesco) e, durante le elezioni del settembre 2002, è stato il candidato cancelliere per il suo partito.
Westerwelle fu un convinto sostenitore dell'economia di libero mercato e propose riforme per la decurtazione del welfare in Germania e per la liberalizzazione delle leggi del lavoro tedesche.
Westerwelle patrocinava un sostanziale taglio delle tasse e credeva in un governo più "leggero".
Nonostante le sue idee fossero in linea con la direzione generale del suo partito, la sua presidenza fu al centro di alcune notevoli controversie. Critici interni ed esterni all'FDP lo accusarono di focalizzare le proprie energie più alle relazioni pubbliche che ad una solida politica di governo.
Lo stesso Westerwelle - eletto presidente del suo partito a causa della visione di molti appartenenti all'FDP che consideravano il suo predecessore Wolfgang Gerhardt troppo duro ed antiquato - definì in passato il suo approccio come Spaßpolitik (politica divertente), una descrizione che oggi molti considerano essere una responsabilità.

## Vita privata
Il 20 luglio 2004, nel corso della cerimonia per il cinquantesimo compleanno di Angela Merkel, Westerwelle si presentò per la prima volta accompagnato dal suo partner, Michael Mronz (un imprenditore di Colonia), rendendo dunque nota la propria omosessualità e dichiarando così implicitamente che la sua relazione con Mronz non doveva più essere trattata con riservatezza, come fino ad allora era stato fatto. Più tardi, l'8 novembre 2009, Westerwelle presentò il compagno alla segretaria di Stato statunitense Hillary Clinton.
Il 17 settembre 2010 Westerwelle e Mronz furono uniti civilmente in una cerimonia officiata dal sindaco di Bonn Juergen Nimptsch, in presenza dei soli familiari più stretti.
Westerwelle è morto nel 2016 all'età di 54 anni a seguito di una leucemia.